# 6. pehotni polk (Avstro-Ogrska)
Za druge 6. polke glejte 6. polk.
6. pehotni polk (izvirno nemško Infanterie-Regiment Nr. 6) je bil pehotni polk Avstro-ogrske skupne vojske.

## Zgodovina
Polk je bil ustanovljen leta 1762. 

### Prva svetovna vojna
Polkovna narodnostna sestava leta 1914 je bila sledeča: 41 % Nemcev, 27 % Hrvatov/Srbov in 32 % drugih. Naborni okraj polka je bil v Novem Sadu, pri čemer so bile polkovne enote garnizirane sledeče: Budimpešta (štab, II. in III. bataljon), Bileća (1. bataljon) in Novi Sad (4. bataljon).
Med prvo svetovno vojno se je polk bojeval tudi na soški fronti.
V sklopu t. i. Conradovih reform leta 1918 (od junija naprej) je bilo znižano število polkovnih bataljonov na 3.

## Organizacija
1918 (po reformi)
- 2. bataljon
- 3. bataljon
- 4. bataljon

## Poveljniki polka
- 1859: Carl Appiano[8]
- 1865: Albert Fellner von Feldegg[9]
- 1879: Alois Mayr[10]
- 1908: Julius Wellenreiter[11]
- 1914: Julius Phleps[1]